# Abdallah Hijazi
Abdallah (Abdulla) Hijazi – palestyński dyplomata.
W 1976 roku oraz w latach 1983-94 przedstawiciel Organizacji Wyzwolenia Palestyny w Polsce (od 1989 pod nazwą Ambasada Państwa Palestyńskiego). Zainicjował powstanie Towarzystwa Palestyńskich Absolwentów Polskich Uczelni, któremu przewodniczy.
W 2010 został odznaczony Krzyżem Komandorskim Orderu Zasługi Rzeczypospolitej Polskiej. Uroczystość wręczenia odznak orderu odbyła się 26 marca 2011 roku w Ramallah, dekoracji dokonał przedstawiciel RP przy Palestyńskiej Władzy Narodowej Bogusław Ochodek.